# Porter County
Porter County är ett administrativt område i delstaten Indiana, USA, med 164 343 invånare (2010). Den administrativa huvudorten (county seat) är Valparaiso.

## Geografi
Enligt United States Census Bureau har countyt en total area på 1 351 km². 1 083 km² av den arean är land och 268 km² är vatten.

### Angränsande countyn
- LaPorte County - öst
- Starke County - sydost
- Jasper County - söder
- Lake County - väst
- Cook County, Illinois - nordväst
- Berrien County, Michigan - nordost